# Carijona
El carijona, també conegut com a karihona o Hianacoto i pels mateixos parlants com tsahá, és una llengua carib del subgrup de les llengües taranoanes en perill d'extinció parlada el 2006 per sis persones del poble carijona vora La Pedrera i "unes poques més" vora Miraflores, a Colòmbia.Derbyshire (1999) llista les varietats Hianacoto-Umaua i Carijona com a llengües separades.